# Payday 2
Payday 2 is een first-person shooter ontwikkeld door het Zweedse Overkill Software. Het spel werd op 13 augustus 2013 uitgegeven voor Windows en op 16 augustus 2013 voor de PlayStation 3 en de Xbox 360, beide door 505 Games. Op 12 juni 2015 werd Payday 2 uitgebracht op de PlayStation 4 en Xbox One. Op 8 mei 2023 werd met Payday 3 een vervolg aangekondigd. Dit vervolg zou nog in 2023 uitgebracht worden.

## Gameplay
Payday 2 is een first-person shooter waarin getracht wordt zoveel mogelijk geld te stelen via overvallen (heists). De speler speelt als een van de veertien overvallers die samen de overvallen plegen. De overige overvallers worden bediend door andere spelers via co-op multiplayer of door de kunstmatige intelligentie.
Overvallen worden geselecteerd in het crime.net-menu en kunnen variëren van overvallen van één missie (in het spel dag genoemd) of langere met meerdere missies. Uitbetaling van een langere missie gebeurt pas aan het eind van de laatste dag. Aselect gebeurt het dat er bij een missie van één dag een extra dag voltooid dient te worden, meestal betreft dit een ontsnappingsmissie.
Spelers kunnen op twee manieren een overval plegen. Zo kan op heimelijke wijze geprobeerd worden om zonder tegenwerking van politie en SWAT-teams de buit achterover te drukken of er kan met grof geweld geprobeerd worden om de buit te toe-eigenen.
Een paar missies zoals Shadow Raid en Car Shop kunnen enkel slagen door ze op heimelijke wijze te doen. Er zijn ook andere missies (bv: Armored Transport, White Xmas) waarbij het altijd op grof geweld uitdraait.
Er zijn vijf verschillende skill trees beschikbaar, genaamd Mastermind, Enforcer, Technician, Ghost en Fugitive, elk met exclusieve mogelijkheden voor de speler. De meeste skill trees brengen verbeteringen aanbrengen aan, voor Technician zijn dat C-4 en de boormachines en zagen, voor Enforcer munitietassen en de cirkelzaag (als wapen), Ghost geeft meer verborgenheid en verbeterd de stoorzender, heeft de Mastermind geeft verbeteringen aan de verbanddoos en heeft Fugitive de mogelijkheid om meer schade te doen met pistolen. Via de skill trees kunnen echter nog veel meer vaardigheden worden ontgrendeld, naarmate de speler meer skill points vergaart door in level te verhogen. De speler heeft de mogelijkheid om vaardigheden uit elke skill tree te kopen al loont het om niet te veel te spreiden omdat de beste skills hoger in de skill trees staan. Naast skill trees zijn er ook perks die bestaan uit negen niveaus, om ieder niveau van een bepaalde perk deck te ontgrendelen zijn er perk deck points nodig die men krijgt bij het verdienen van experience points. Er zitten eenentwintig decks in het spel als alle uitbreidingen zijn geactiveerd, genaamd Crew Chief, Muscle, Armorer, Rogue, Hitman, Crook, Burglar, Grinder, Yakuza, Ex-President, Maniac, Anarchist, Biker, Kingpin, Sicario, Stoic, Tag Team, Infiltrator, Sociopath, Hacker en Gambler. Een speler kan maar één actieve perk deck hebben maar er kan altijd gewisseld worden.

## Speciale eenheden
Dit zijn vijandige eenheden die een speciale vaardigheid of uitrusting hebben. De frequentie waarmee deze eenheden worden ingezet hangt af van de moeilijkheidsgraad. Dit zijn alle speciale eenheden die tot nu toe in het spel zitten:
- Sluipschutter: Deze staat meestal op gebouwen of andere locaties waarbij ze een goed zicht op de omgeving hebben. Ze doen zeer veel schade maar hebben weinig leven.
- Taser: Deze eenheid kan de speler elektrocuteren waardoor er niet meer bewogen kan worden, de speler kan echter wel nog schieten maar niet herladen. Als een taser de speler 10 seconden aan een stuk door elektrocuteerd zal hij "down" gaan.
- Cloaker: Dit is een eenheid die zeer snel is en ver kan springen. Spelers zijn aageraden om niet te dicht in de buurt te komen van een cloaker want deze kunnen een speler met slechts een slag "down" brengen.
- Bulldozer: Dit is een eenheid die maximaal een paar keer voorkomt per overval maar is wel een van de sterkste. De bulldozer heeft zeer veel leven en doet veel schade, spelers gebruiken best snipers of explosieve wapens om deze eenheid te doden.
- SWAT Van Turret: Dit is een gepanserd busje met een automatisch machinegeweer op het dak. Om deze eenheid uit te schakelen moet eerst het schild rond de turret vernietigd worden.
- Medic: Dit is een eenheid die veel voorkomt op Overkill, Death Wish en Death Sentence. Deze eenheid kan schade die andere eenheden krijgen weer genezen. Hierdoor raken grote groepen met eenheden waar medic's bij zitten lastig uit te schakelen.

## Risiconiveau
Dit is de moeilijkheidsgraad waarop het spel gespeeld kan worden, in het spel wordt dit het risiconiveau genoemd. Voor de speler aan een overval begint kan er een moeilijkheidsgraad gekozen worden. Er zijn zeven verschillende niveaus: Normal, Hard, Very Hard, Overkill, Mayhem, Death Wish en Death Sentence. Hoe hoger de moeilijkheid gezet wordt, hoe sterker de vijanden worden. Daarnaast zijn ook veel andere wijzigingen, zoals: de speler krijgt meer geld en experience points, er komen meer speciale eenheden en op Mayhem, Death Wish en Death Sentence worden camera's onverwoestbaar en kluizen moeilijker om open te breken, ook is er een "One Down"-modus, vernoemd naar de eerdere "One Down"-moeilijkheidsgraad waarbij spelers maar één keer "down" kunnen gaan en dus normaal nadat ze worden neergeschoten meteen in hechtenis gaan. Deze modus geeft geen extra geld of experience points.

## Uitbreidingen
Er zijn al heel wat uitbreidingen uitgekomen voor Payday 2 in de vorm van DLC :
| Uitbreiding                         | Uitgebracht op | Opmerkingen                                                                         |
| ----------------------------------- | -------------- | ----------------------------------------------------------------------------------- |
| The Official Soundtrack             | 16-10-2013     |                                                                                     |
| Armored Transport                   | 14-11-2013     |                                                                                     |
| Gage Weapon Pack #01                | 05-12-2013     |                                                                                     |
| A Merry Payday Christmas Soundtrack | 19-12-2013     |                                                                                     |
| Gage Weapon Pack #02                | 30-01-2014     |                                                                                     |
| Gage Mod Courier                    | 10-04-2014     |                                                                                     |
| Gage Sniper Pack                    | 08-05-2014     |                                                                                     |
| The Big Bank Heist                  | 17-06-2014     |                                                                                     |
| Gage Shotgun Pack                   | 03-07-2014     |                                                                                     |
| Gage Assault Pack                   | 04-09-2014     |                                                                                     |
| Hotline Miami                       | 30-09-2014     |                                                                                     |
| Gage Historical Pack                | 13-11-2014     |                                                                                     |
| The Diamond Heist                   | 16-12-2014     |                                                                                     |
| Clover Character Pack               | 16-12-2014     |                                                                                     |
| The Bomb Heists                     | 22-01-2015     |                                                                                     |
| Dragan Character Pack               | 22-01-2015     |                                                                                     |
| The Butcher's AK-CAR Mod Pack       | 26-02-2015     |                                                                                     |
| Jacket Character Pack               | 10-03-2015     | Alleen beschikbaar voor personen die Hotline Miami 2: Wrong Number op Steam hebben. |
| The OVERKILL Pack                   | 12-03-2015     |                                                                                     |
| The Completely OVERKILL Pack        | 12-03-2015     | Niet meer beschikbaar op Steam, PlayStation Store en Microsoft Store.               |
| The Butcher's BBQ Pack              | 26-03-2015     |                                                                                     |
| The Butcher's Western Pack          | 30-04-2015     |                                                                                     |
| The OVERKILL B-Sides Soundtrack     | 07-05-2015     |                                                                                     |
| The Alesso Heist                    | 21-05-2015     |                                                                                     |
| The Golden Grin Casino Heist        | 25-06-2015     |                                                                                     |
| Sokol Character Pack                | 25-06-2015     |                                                                                     |
| Gage Ninja Pack                     | 16-07-2015     |                                                                                     |
| Yakuza Character Pack               | 27-08-2015     |                                                                                     |
| Gage Chivalry Pack                  | 10-9-2015      |                                                                                     |
| The Point Break Heists              | 3-12-2015      |                                                                                     |
| The Goat Simulator Heist            | 14-1-2016      |                                                                                     |
| Wolf Pack                           | 11-2-2016      |                                                                                     |
| The Biker Heist                     | 16-6-2016      |                                                                                     |
| John Wick Weapon Pack               | 20-10-2016     |                                                                                     |
| Gage Spec Ops Pack                  | 25-11-2016     |                                                                                     |
| Scarface Heist                      | 16-12-2016     |                                                                                     |
| Scarface Character Pack             | 16-12-2016     | Niet meer beschikbaar op Steam, PlayStation Store en Microsoft Store.               |
| John Wick Heists                    | 9-2-2017       |                                                                                     |
| Gage Russian Weapon Pack            | 23-3-2017      |                                                                                     |
| h3h3 Character Pack                 | 22-11-2017     |                                                                                     |
| Tailor Pack 1                       | 7-11-2019      |                                                                                     |
| Cartel Optics Mod Pack              | 7-11-2019      |                                                                                     |
| Border Crossing Heist               | 7-11-2019      |                                                                                     |
| Weapon Color Pack 1                 | 27-2-2020      |                                                                                     |
| Tailor Pack 2                       | 27-2-2020      |                                                                                     |
| Federales Weapon Pack               | 27-2-2020      |                                                                                     |
| San Martín Bank Heist               | 27-2-2020      |                                                                                     |
| Fugitive Weapon Pack                | 30-6-2020      |                                                                                     |
| Weapon Color Pack 2                 | 30-6-2020      |                                                                                     |
| Breakfast in Tijuana Heist          | 30-6-2020      |                                                                                     |
| Gunslinger Weapon Pack              | 11-11-2020     |                                                                                     |
| Weapon Color Pack 3                 | 11-11-2020     |                                                                                     |
| Tailor Pack 3                       | 11-11-2020     |                                                                                     |
| Buluc's Mansion Heist               | 11-11-2020     |                                                                                     |

## Ontvangst
| Recensiescore       | Recensiescore                  |
| Recensieverzamelaar | Score                          |
| ------------------- | ------------------------------ |
| Metacritic          | 74% (PS3) 79% (Win) 75% (X360) |
| Publicist           | Score                          |
| Eurogamer           | 8/10                           |
| Game Informer       | 8,25/10                        |
| Gamer.nl            | 7/10                           |
| GameSpot            | 7/10                           |
| GamesRadar+         | 7/10                           |
| IGN                 | 8/10                           |
| IGN Benelux         | 5/10                           |
| Power Unlimited     | 7,4/10                         |

Payday 2 is over het algemeen goed ontvangen onder critici en spelers. Zo heeft het spel op Metacritic een gemiddelde score tussen de 7,5 en 8 variërend per platform. Het is zichtbaar dat de PlayStation 3 en Xbox 360-versie minder goed werd ontvangen dan de Windows-versie.